# Nordwest
| Nordwest | Norden  | Nordost |
| Westen   | Kompass | Osten   |
| Südwest  | Süden   | Südost  |

Der Begriff Nordwest oder Nordwesten (NW) bezeichnet eine Nebenhimmelsrichtung, die die Winkelhalbierende zwischen den Richtungen West und Nord darstellt. Das Adjektiv dazu ist nordwestlich.
Im Sinn eines Azimuts oder eines Kurses hat Nordwesten genau 315 Grad. Im allgemeinen Sprachgebrauch werden zu Nordwest alle Richtungen zwischen etwa 295° und 335° gezählt. Diesen Winkelbereich überstreicht die Sonne im nördlichen Sommer von etwa 19:00 bis 22:00 Uhr Sonnenzeit. Genau im Nordwesten steht die Sonne um 21:00 Uhr Sonnenzeit.
Nordwest ist die häufigste Windrichtung in großen Teilen Westeuropas – und die Wetterseite in fast ganz Europa. Daher haben eine Vielzahl Bäume in dieser Richtung einen Ansatz von Moos.